# Танога
Танога — река в России, протекает по границе Нерехтского района Костромской и Фурмановского района Ивановской областей. Длина реки составляет 15 км, площадь водосборного бассейна 29,3 км².
Начинается из небольшого озера к северу от деревни Волосково на высоте 168 метров над уровнем моря, течёт в южном направлении мимо Арменок и Демидова, затем входит в берёзово-осиновый лес и поворачивает на северо-запад. В низовьях течение реки канализировано, каналы соединяют Таногу с Елховкой. Устье реки находится в 98 км по правому берегу реки Солоница.
Основной приток — пересыхающий ручей в овраге Глухой — впадает слева.

## Данные водного реестра
По данным государственного водного реестра России относится к Верхневолжскому бассейновому округу, водохозяйственный участок реки — Волга от Рыбинского гидроузла до города Кострома, без реки Кострома от истока до водомерного поста у деревни Исады, речной подбассейн реки — Волга ниже Рыбинского водохранилища до впадения Оки. Речной бассейн реки — (Верхняя) Волга до Куйбышевского водохранилища (без бассейна Оки).
Код объекта в государственном водном реестре — 08010300212110000011320.